# История почты и почтовых марок Нигерии
История почты и почтовых марок Нигерии

## Выпуски почтовых марок

### Первые марки

Амина, правительственница Зариа, на марке Нигерии, посвящённой Международному году женщины (1975)

Первые марки для современного государства Нигерии были выпущены 1 июня 1914 года, после объединения всех британских колоний в области Северной и Южной Нигерии. На первых почтовых марках был изображён король Георг V.

### Независимая Нигерия
Первый выпуск марок независимой Нигерии произошёл 1 октября 1960 года, следующий — 1 января 1961 года. В 1963 году Нигерия стала республикой в составе Британского Содружества, а новый выпуск марок состоялся 1 ноября 1965 года.

## Выпуски для других территорий

### Южный Камерун
Между 1960 и 1961 годами нигерийцы печатали марки «CAMEROONS / U. K. T. T.» для южной части Камеруна. Это продолжалось до 1961 года, когда Южный Камерун вошёл в состав Камеруна.

### Биафра
С 30 мая 1967 года по 15 января 1970 года, область Биафра пыталась отделиться от Нигерии и печатала свои собственные почтовые марки. После окончания гражданской войны, Биафра была реинкорпорирована в состав Нигерии.